# Biedronki
Biedronki (Coccinelloidea) – nadrodzina chrząszczy z podrzędu wielożernych i infrarzędu Cucujiformia.
Takson ten wprowadzony został w 2015 roku przez Jamesa A. Robertsona i współpracowników przez wydzielenie części rodzin z nadrodziny zgniotów. Nadrodzina ta już wcześniej uchodziła za polifiletyczną. Grupę rodzin określaną jako "Cerylonid series" wyróżniał już Crowson w 1955 roku. Analizy filogenetyczne potwierdzające jej monofiletyzm zaczęły się ukazywać w XXI wieku. Wreszcie, w 2015, na podstawie wielkoskalowych badań z zakresu filogenetyki molekularnej Cucujiformia, Robertson i inni zrewidowali systematykę tego infrarzędu, wyróżniając "Cerylonid series" jako nową nadrodzinę.
Chrząszcze te mają wszystkie stopy trójczłonowe lub wszystkie czteroczłonowe. Odległość między tylnymi biodrami jest większa niż ⅓ ich szerokości. Pierwszy wentryt (widoczny sternit) odwłoka formuje ścięty lub, rzadziej, szeroko zaokrąglony wyrostek międzybiodrowy. Ich tylne skrzydła pozbawione są zamkniętej komórki radialnej i mają zredukowanych żyłkach analnych. Schowany edeagus samca jest w spoczynku położony na boku. Fallobaza jest zredukowana z wyjątkiem biedronkowatych. Larwy mają przydatki zmysłowe drugiego członu czułków zwykle tak długie jak człon trzeci, przetchlinki zwykle pierścieniowate, a pazurek przedstopia zawsze z jedną szczecinką.
Należy tu około 10 tysięcy opisanych gatunków zgrupowanych w 15 rodzinach:
- Bothrideridae – wydolakowate
- Teredidae
- Euxestidae
- Murmidiidae
- Discolomatidae
- Cerylonidae
- Latridiidae – wymiecinkowate
- Akalyptoischiidae
- Alexiidae
- Corylophidae
- Anamorphidae
- Endomychidae – wygłodkowate
- Mycetaeidae
- Eupsilobiidae
- Coccinellidae – biedronkowate